# 위기의 남자 (2002년 드라마)
《위기의 남자》는 2002년 4월 8일부터 2002년 6월 3일까지 방영된 문화방송 월화드라마이다.
그리고 2019년 개국한 MBC ON에서 다시 방송 중이다.

## 소개
자식 셋 딸린 평범한 가장에게 닥친 첫사랑의 유혹과 그의 아내와 자식들이 겪는 심적 고통 등 가정 붕괴의 위기를 그린 드라마

## 줄거리
동주는 직장 생활에 염증을 느끼며 오랫동안 귀농을 꿈꾸지만 귀농을 반대하는 아내 금희와의 갈등 속에 살아간다. 그러던 어느 날, 동주는 자신이 뇌물 수수를 거절한 하청업체 사장이 자살하게 되고, 엎친 데 덮친 격으로 한시도 잊지 못하던 첫사랑 연지까지 나타나 마음을 흔든다.
결국 동주는 도망치듯 사표를 쓰고 귀농을 결행하게 되면서 부부 사이에는 금이 가기 시작한다. 산골에 홀로 사는 동주에게 연지가 접근하게 되고, 연지 집안의 반대로 동주는 첫사랑을 떠나보내야 했지만 다시 돌아온 연지에게 걷잡을 수 없이 흔들린다.
한편, 동주가 시골로 떠나자 홀로서기에 나선 금희는 어렵게 직장을 구하고 사회 생활을 시작한다. 그런 금희 앞에 매력적인 떨림으로 준하가 다가온다. 남편에 대한 배신감과 외로움에 지친 금희에게 평생 한번 하기도 어려울 듯한 진실한 사랑이 다가온 것이다.

## 등장 인물

### 주요 인물
- 김영철 : 이동주(40세) 역
- 황신혜 : 박금희(36세) 역. 동주의 아내
- 배종옥 : 김연지(36세) 역. 동주의 첫사랑
- 신성우 : 강준하(33세) 역
- 변정수 : 윤나미(30세) 역. 준하의 아내

### 주변 인물
- 안정윤 : 이봄(12세) 역
- 정인선 : 이여름(10세) 역
- 강산 : 이가을(5세) 역
- 정재환 : 강성태(40세) 역. 동주의 대학동창
- 오현섭 : 김만근(41세) 역
- 주용만 : 박광수 역. 운동권 출신 귀농자
- 진재영 : 순옥(20세) 역. 만근의 딸
- 조재혁 : 나영철(26세) 역. 면소재지 보건소 치과 공중 보건의
- 이미영 : 뽕(37세) 역. 만근의 아내

### 그 외 인물
- 주현
- 장미자
- 남윤정
- 박미선
- 이경숙
- 이현실
- 김보연
- 김하균
- 박선영
- 최재호
- 김경애
- 최항석
- 김현주
- 김영민
- 이경미
- 최재형
- 김윤진
- 서민주
- 서가람
- 손민우
- 조재혁

## 사운드 트랙
| #   | 제목                                         | 재생 시간 |
| --- | -------------------------------------------- | --------- |
| 1.  | 〈지금 내게 필요한 건〉 (이현우)             |           |
| 2.  | 〈보낼 수 없는 너〉 (이은선)                 |           |
| 3.  | 〈잘못된 기대〉 (지나)                       |           |
| 4.  | 〈Pas(s)ing〉 (김홍순)                       |           |
| 5.  | 〈떠나기 전에〉 (우혁)                       |           |
| 6.  | 〈미련한 사랑〉 (JK김동욱)                   |           |
| 7.  | 〈Walk On〉 (WIZ)                            |           |
| 8.  | 〈날 용서해〉 (Peter Lee)                    |           |
| 9.  | 〈기억해줘〉 (이은선)                        |           |
| 10. | 〈지금 내게 필요한 건 (Full ver.)〉 (이현우) |           |
| 11. | 〈Lst's Do Dat〉 (조원선)                    |           |
| 12. | 〈보낼 수 없는 너 (Scat ver.)〉 (이은선)     |           |
| 13. | 〈Elergy For Children〉 (김홍순)             |           |
| 14. | 〈마지막 기회〉 (김홍순)                     |           |
| 15. | 〈Take Moment〉 (김홍순)                     |           |
| 16. | 〈지금 내게 필요한 건 (Violin)〉 (김홍순)    |           |

## 참고 사항
- 박금희 역은 당초 김희애가 낙점됐으나 두 아들의 양육 문제로 고사하고 황신혜가 대신 맡았다.[1]
- 불륜이란 소재를 설득력 있게 그려 30~40대 부부들을 중심으로 인기를 누리며, 부부 갈등과 이혼 담론의 장으로 자리매김하였다.[2]
- 브라운관으로서는 파격적인 성묘사와 선정적인 소재 등으로 방송계 안팎에서 뜨거운 윤리성 논란을 빚으면서 화제가 됐다.[3]
- 불륜 시비와 함께 화제를 불러일으키며 갈수록 인기가 치솟았지만, 월드컵 중계 일정 때문에 당초 예정된 20부작에서 2회를 단축한 18부작으로 조기종영되었다.[4]
- 17회, 18회를 연속 방영하며 각각 27.1%, 30.7%의 가장 높은 시청률을 기록하며 종영하였다.[5]
- 드라마의 인기와 더불어 배경음악으로 사용된 이현우의 〈지금 내게 필요한 건〉와 JK김동욱의 〈미련한 사랑〉 등 OST가 많은 인기를 누렸다.